# 冯乐平
冯乐平（1962年2月—），北京市人，汉族，中华人民共和国政治人物，第十一届全国人民代表大会北京地区代表。
毕业于北京市委党校。現為北京市农产品协会会长、北京庞各庄农产品产销有限公司董事长。2008年，当选为全国人大代表。2018年2月24日，当选为第十三届全国人大代表。